# Вудфорд (Вісконсин)
Вудфорд (англ. Woodford) — переписна місцевість (CDP) в США, в окрузі Лафаєтт штату Вісконсин. Населення — 71 особа (2020).

## Географія
Вудфорд розташований за координатами 42°38′50″ пн. ш. 89°51′26″ зх. д. / 42.64722° пн. ш. 89.85722° зх. д. (42.647308, -89.857206).  За даними Бюро перепису населення США в 2010 році переписна місцевість мала площу 0,66 км², з яких 0,62 км² — суходіл та 0,03 км² — водойми.

## Демографія
Згідно з переписом 2010 року, у переписній місцевості мешкало 69 осіб у 31 домогосподарстві у складі 19 родин. Густота населення становила 105 осіб/км².  Було 38 помешкань (58/км²).
Расовий склад населення:
| - 98,6 % — білих - 1,4 % — осіб інших рас |

До двох чи більше рас належало 0,0 %. Частка іспаномовних становила 1,4 % від усіх жителів.
За віковим діапазоном населення розподілялося таким чином: 18,8 % — особи молодші 18 років, 59,5 % — особи у віці 18—64 років, 21,7 % — особи у віці 65 років та старші. Медіана віку мешканця становила 44,5 року. На 100 осіб жіночої статі у переписній місцевості припадало 109,1 чоловіків;  на 100 жінок у віці від 18 років та старших — 107,4 чоловіків також старших 18 років.
Середній дохід на одне домашнє господарство  становив 27 854 долари США (медіана — 23 750), а середній дохід на одну сім'ю — 29 647 доларів (медіана — 30 893). За межею бідності перебувало 29,3 % осіб, у тому числі 33,3 % дітей у віці до 18 років та 16,7 % осіб у віці 65 років та старших.
Цивільне працевлаштоване населення становило 28 осіб. Основні галузі зайнятості: транспорт — 25,0 %, виробництво — 25,0 %, освіта, охорона здоров'я та соціальна допомога — 25,0 %.